# 691 (tal)
691 är det naturliga heltal som följer 690 och följs av 692.

## Matematiska egenskaper
- 691 är ett udda tal.
- 691 är ett primtal[1].
- 691 är ett defekt tal.

## Inom vetenskapen
- 691 Lehigh, en asteroid.